# Serhij Lubczak
Serhij Jurijowycz Lubczak, ukr. Сергій Юрійович Любчак (ur. 15 kwietnia 1986 w Odessie) – ukraiński piłkarz, grający na pozycji obrońcy.

## Kariera piłkarska

### Kariera klubowa
Wychowanek klubu Czornomoreć Odessa, barwy którego bronił w juniorskich mistrzostwach Ukrainy (DJuFL). Karierę piłkarską rozpoczął w amatorskich zespołach. W 2005 grał w drużynie Syhnał Odessa. W 2006 bronił barw klubu Roś Biała Cerkiew. Potem wyjechał do Mołdawii, gdzie został piłkarzem Academia UTM Kiszyniów, w którym występował przez 4 sezony. W styczniu 2011 przeszedł do białoruskiego Tarpeda-BiełAZ Żodzino, w którym grał do końca 2011. Na początku 2012 podpisał kontrakt z FK Odessa.